# Your Choice Live Series Vol.12
Your Choice Live Series Vol.12 è un album dal vivo dei Melvins, pubblicato nel 1991 dalla Your Choice Records. La registrazione del concerto è avvenuta il 23 gennaio del 1991, ad Alzey in Germania. Dal disco è stata esclusa la canzone It's Shoved, pubblicata successivamente nella compilation It's Your Choice. Tanked è una prima versione del pezzo Wispy, che verrà pubblicato nell'album Eggnog durante lo stesso anno.

## Formazione
- Buzz Osborne - voce, chitarra
- Lorax - basso
- Dale Crover - batteria, voce

## Tracce
1. Heater Moves And Eyes (Osborne) – 2:33
2. At A Crawl (Osborne) – 3:05
3. Anaconda (Osborne) – 2:53
4. Eye Flys (Osborne) – 7:10
5. Kool Legged (Osborne) – 4:37
6. Tanked (Osborne) – 0:44
7. Let God Be Your Gardener (Osborne) – 1:59
8. Revulsion (Osborne) – 7:13